# Myrmecomelix pulcher
Espèce
Synonymes
- Myrmecoxenus pulcher Millidge, 1991

Myrmecomelix pulcher est une espèce d'araignées aranéomorphes de la famille des Linyphiidae.

## Distribution
Cette espèce se rencontre en Équateur dans la province de Los Ríos et au Pérou dans les régions de La Libertad et de Lima,.

## Description
Le mâle holotype mesure 1,2 mm et la femelle décrite par Rodrigues et Brescovit en 2012 1,76 mm.

## Publication originale
- Millidge, 1991 : Further linyphiid spiders (Araneae) from South America. Bulletin of the American Museum of Natural History, no 205, p. 1-199 (texte intégral).